# Iran-e-Farda
Iran-e Farda (persan : ایران فردا, littéralement « L'Iran de demain ») est un périodique iranien proche de l'Alliance nationaliste-religieuse, publié sous forme de magazine imprimé et en version digitale, qui se concentre sur les questions socio-politiques en cours en Iran.

## Historique
La publication d'Iran-e-Farda commence en 1992. En décembre 1995, un une enquête révèle que le magazine est le mensuel politique le plus lu en Iran. En 1996, la chaîne d'État IRIB TV1 diffuse une émission nommée Hoviyat qui attaque fréquemment Iran-e-Farda en l'accusant d'être l'une des « bases pour l'invasion culturelle de l'Iran par l'Occident ». En réponse, le directeur général du magazine, Ezzatollah Sahabi (en), écrit une lettre ouverte au président Hachemi Rafsandjani, publiée par le journal Salam, où il demande d'avoir l'occasion de se défendre. Durant la présidence de Mohammad Khatami, il s'exprime de plus en plus ouvertement en faveur de la société civile en demandant à Khatami de tenir ses promesses et en appelant à davantage de liberté et de tolérance. Il critique aussi souvent l'establishment conservateur.
Le magazine est interdit en avril 2000 pendant la répression qui cible une douzaine de journaux réformistes. À cette époque, il paraît à un rythme bimensuel ; sa diffusion est estimée à 50 000 exemplaires, soit plusieurs fois plus que la plupart des autres périodiques en Iran.
Iran-e-Farda est relancé en mai 2014 mais il cesse de paraître en décembre 2020, à cause d'une nouvelle interdiction.

## Ligne politique
Le magazine est connu pour être l'organe de l'Alliance Nationalistes-religieux d'Iran et a été décrit comme « un mensuel intellectuel qui est devenu un forum pour leur vision libérale de l'islam » aussi bien que comme « associé avec le Mouvement de libération de l'Iran ».
Selon Wilfried Buchta, le magazine est le lieu de rassemblement, autour d'Ezatollah Sahabi, de la gauche islamique et des nationalistes-religieux. Yadullah Shahibzadeh défend l'idée que les mouvements post-islamiste et néo-shariatiste sont associés à Iran-e-Farda et l'utilisent comme plate-forme pour entrer dans le débat public dans les années 1990.

## Équipe
Ezatollah Sahabi est le fondateur et directeur général d'Iran-e-Farda ; Reza Alijani (en) en est le rédacteur en chef. Après le nouveau lancement de 2014, Kayvan Samimi devient le rédacteur en chef et Hamed Sahabi l'éditeur du magazine.
Les contributeurs et autres chroniqueurs qui ont écrit pour Iran-e-Farda incluent :
- Hasan Yousefi Eshkevari (en)[6];
- Hoda Saber (en)[16];
- Ahmad Zeidabadi (en)[17];
- Taghi Rahmani (en)[18];
- Lotfollah Meisami (en)[13];
- Habibollah Peyman (en)[14].